# MSC Poesia
Die MSC Poesia ist ein Kreuzfahrtschiff der Reederei MSC Cruises. Sie gehört zur Musica-Klasse und hat mit der 2006 in Dienst gestellten MSC Musica, der 2007 in Dienst gestellten MSC Orchestra  und der 2010 in Dienst gestellten MSC Magnifica drei Schwesterschiffe. Das Schiff ist unter der Billigflagge Panama registriert.

## Geschichte

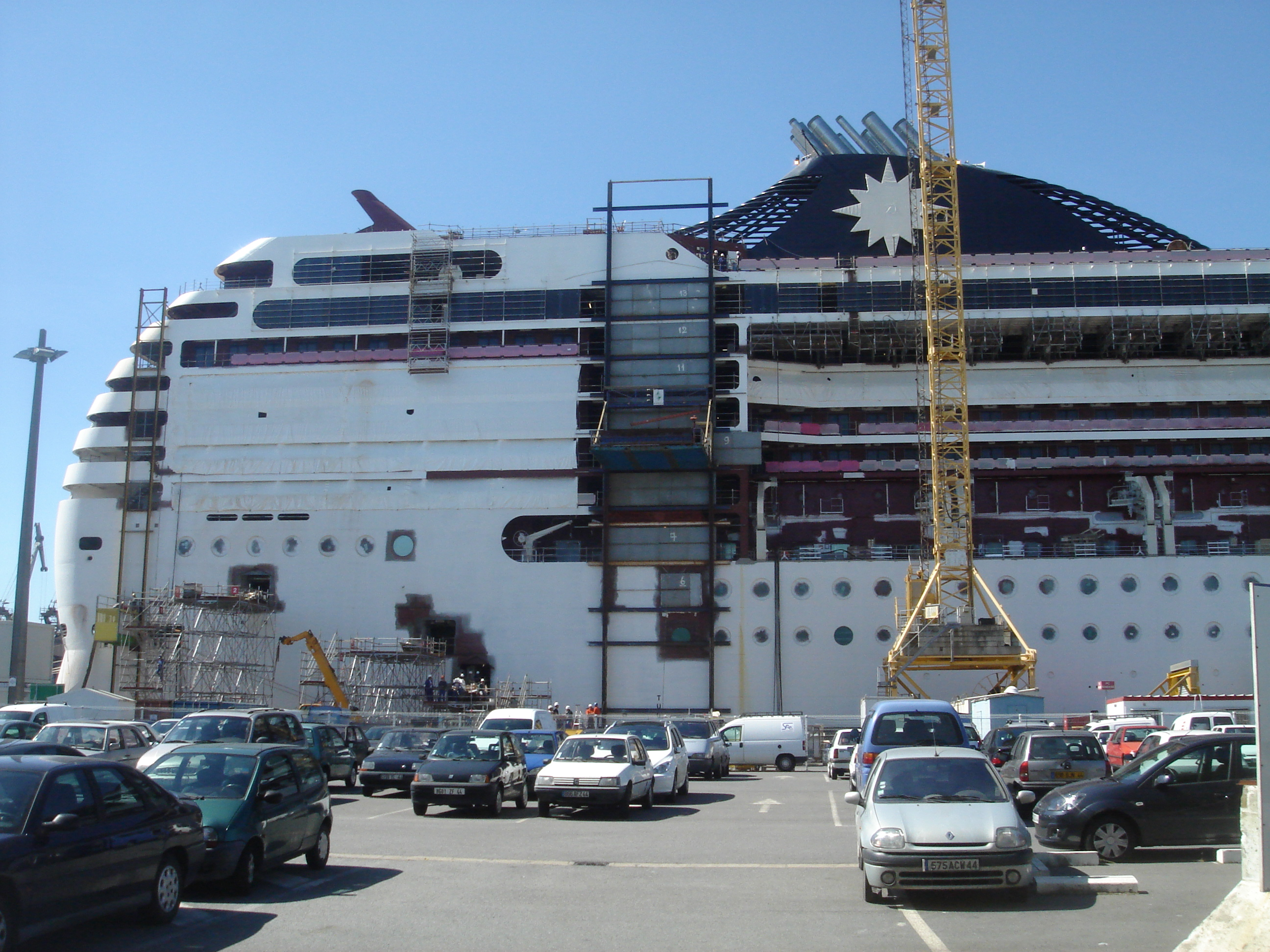
Bau der MSC Poesia

Nach der Schiffstaufe in Dover am 5. April 2008 durch die italienische Schauspielerin Sophia Loren stach das Schiff am 6. April 2008 für die zweiwöchige Jungfernfahrt in See. 2008 und 2009 war das östliche Mittelmeer das Einsatzgebiet der MSC Poesia, im Dezember 2009 wurde erstmals die Karibik befahren. Seit 2010 befährt die MSC Poesia im Sommer Gebiete in Nordeuropa. Ihre Reisen gingen wöchentlich ab Kiel in die Ostsee oder nach Norwegen. Zwischen Winter 2012 und Frühjahr 2013 war das Schiff das bislang letzte Mal in der Karibik unterwegs, zwischen Winter 2013 und Frühjahr 2014 wurde die MSC Poesia in Südamerika eingesetzt. Seit Mai 2014 absolvierte die MSC Poesia von ihrem neuen Basishafen Warnemünde aus immer sonntags 19 Nordeuropa-Kreuzfahrten.

## Zwischenfälle

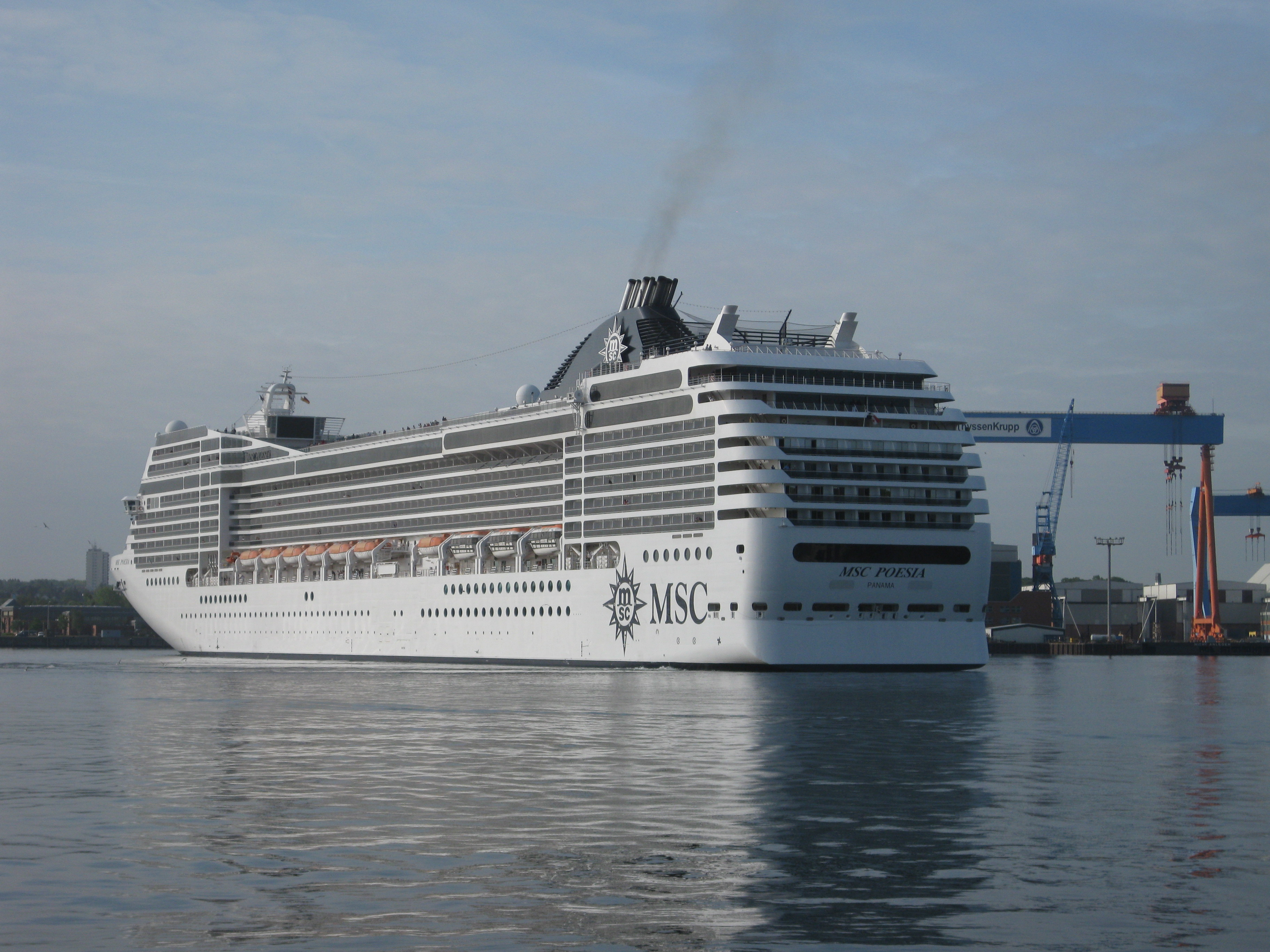
MSC Poesia in der Kieler Förde

Am 6. Juni 2008 stieß die MSC Poesia vor Dubrovnik mit der Costa Classica zusammen, als sich bei Windgeschwindigkeiten von 25 Knoten der Anker der MSC Poesia löste. Es gab keine Verletzten und die Schäden waren minimal.
Die MSC Poesia lief am 7. Januar 2012 auf ein Riff bei Lucayan Beach auf Grand Bahama. Das Schiff musste von Schleppern gesichert werden, um durch den Wind nicht noch weiter auf das Riff gedrückt zu werden. Während des Abendhochwassers wurde das Kreuzfahrtschiff mit drei Schleppern vom nur 4,5 m tiefen Riff gezogen. Das Schiff wurde dabei nicht beschädigt, die Passagiere wurden mit Beibooten an Land gebracht. Der Vorfall ereignete sich auf der Musik-Kreuzfahrt „Holy Ship“.
Die MSC Poesia riss sich am 15. Juni 2013 am Kieler Ostseekai los, eine heftige Windböe schob das Heck des Schiffs in den Kieler Hafen. Die Brückenbesatzung manövrierte das Schiff unbeschadet zurück an die Kaimauer.

## Ausstattung
- 18 Suiten mit Balkon
- 809 Kabinen mit Balkon
- 173 Außenkabinen und
- 275 Innenkabinen.

Das Schiff verfügt u. a. über vier Restaurants, eine Sushi Bar, ein 800 m² großes Casino, ein Theater mit 1200 Sitzplätzen und eine Diskothek.